# أبا كياري
أبا كياري (23 سبتمبر 1952 في بورنو - 17 أبريل 2020 في لاغوس) سياسي نيجيري شغل منصب مدير مكتب الرئيس النيجيري محمد بخاري.

## الحياة والتعليم

### التعليم
ولد في بورنو، ولا يعرف الكثير عن حياته المبكرة. حصل على بكالوريوس في علم الاجتماع من جامعة ووريك، في عام 1980، كما حصل على بكالوريوس في القانون من جامعة كامبريدج. في عام 1983، تم استدعاؤه إلى نقابة المحامين النيجيرية بعد التحاقه بكلية الحقوق النيجيرية.
في عام 1984 حصل على ماجستير في القانون من جامعة كامبريدج. حضر لاحقًا المعهد الدولي للتنمية الإدارية في لوزان، سويسرا وشارك في برنامج التطوير الإداري في كلية هارفارد للأعمال، في عامي 1992 و1994 على التوالي.

### الأسرة
كان كياري متزوجا من أخت إبراهيم طاهر، وكان له أربعة أولاد.

### الصحة
في 24 مارس 2020، أُعلن أن اختبار كياري كان إيجابيًا لمرض فيروس كورونا الذي أجراه في 23 مارس، بعد عودته من رحلة رسمية إلى ألمانيا، استغرقت 9 أيام.

## وفاته
توفي كياري في لاغوس في 17 أبريل 2020، بعد إصابته بمرض فيروس كورونا.